# SOS Team International
SOS Team International (Originaltitel: S.O.S. Bout du Monde) ist eine französische Zeichentrickserie, die zwischen 1996 und 1997 produziert wurde.

## Handlung
Die internationale Hilfsorganisation SOS Team International hilft mit ihren Mitgliedern Menschen in Not, die zum Beispiel aufgrund von Natur- und Umweltkatastrophen, Epidemien oder Hungersnöten bedroht sind und versucht, Schlimmeres zu verhindern.

## Produktion und Veröffentlichung
Die Serie wurde zwischen 1996 und 1997 von der Ciné Group, Les Films de la Perrine und Ravensburger Film + TV in Frankreich produziert. Dabei sind 2 Staffeln mi 26 Folgen entstanden. 
Die deutsche Erstausstrahlung fand am 20. April 1998 auf dem Kinderkanal statt. Weitere Wiederholungen erfolgten auf Super RTL, Anixe, Das Vierte, eoTV und YFE TV.

## Episodenliste

### Staffel 1
| Folge (gesamt) | Folge (Staffel) | deutscher Titel        | deutsche Erstausstrahlung | Originaltitel                          |
| 1              | 01              | Tödliche Viren         | 20.04.1998                | La dernière tribu                      |
| 2              | 02              | Jagd auf Elfenbein     | 21.04.1998                | Opération liberté                      |
| 3              | 03              | Wasser des Lebens      | 22.04.1998                | L’eau de la vie                        |
| 4              | 04              | Gemeine Erpresser      | 23.04.1998                | Le pays des croissants d’or            |
| 5              | 05              | Giftige Geschäfte      | 27.04.1998                | Le poison qui rôde                     |
| 6              | 06              | Falscher Verdacht      | 28.04.1998                | Coup de chaleur sur la chaîne du froid |
| 7              | 07              | Lastwagen der Hoffnung | 29.04.1998                | Des camions pour l’espoir              |
| 8              | 08              | Land der Smaragde      | 30.04.1998                | Une école au pays de l’émeraude        |
| 9              | 09              | Stadt unter Trümmern   | 04.05.1998                | La ville couchée                       |
| 10             | 10              | Villa Esperanza        | 05.05.1998                | Villa Esperanza                        |
| 11             | 11              | Giftige Dämpfe         | 06.05.1998                | Les amoureux de la soufrière           |
| 12             | 12              | Vergiftete Erde        | 07.05.1998                | Mission prévention                     |
| 13             | 13              | Ozean aus Sand         | 11.05.1998                | Aux portes du désert                   |

### Staffel 2
| Folge (gesamt) | Folge (Staffel) | deutscher Titel           | deutsche Erstausstrahlung | Originaltitel                   |
| 14             | 01              | Die Herden der Nomaden    | 12.05.1998                | Le troupeau                     |
| 15             | 02              | Das Kobrafieber           | 13.05.1998                | La fièvre cobra                 |
| 16             | 03              | Kinderdiebe im Waisenhaus | 14.05.1998                | L’enfant retrouvé               |
| 17             | 04              | Gift im Kochtopf          | 18.05.1998                | Campagne muscardine             |
| 18             | 05              | Explosion im Chemiewerk   | 19.05.1998                | Dossier sécurité                |
| 19             | 06              | Lek, der Kickboxer        | 20.05.1998                | Le dernier combat               |
| 20             | 07              | Der alte Hochzeitsbrauch  | 21.05.1998                | Le dernier refuge               |
| 21             | 08              | Auf den Spuren Takitakis  | 25.05.1998                | La trace de Takitaki            |
| 22             | 09              | Unter Quarantäne          | 26.05.1998                | La quarantaine                  |
| 23             | 10              | Der verschwundene Ti Wara | 27.05.1998                | Le secret de la grande falaise  |
| 24             | 11              | Flucht vor dem Wasser     | 28.05.1998                | Les rescapés de Ramphour        |
| 25             | 12              | Absturz im Terek-Tal      | 01.06.1998                | Les réfugiés de Terek           |
| 26             | 13              | Die Teppiche des Zubaiir  | 02.06.1998                | L’enfant qui ne souriait jamais |